# Herdmania mentula
Herdmania mentula är en sjöpungsart som beskrevs av Kott 2002. Herdmania mentula ingår i släktet Herdmania och familjen lädermantlade sjöpungar. Inga underarter finns listade i Catalogue of Life.